# Campana (isola)
Campana, Podo o, ancora, Forte di Sopra è un'isola della Laguna Veneta (4.076 m²).

## Storia
Campana era una delle otto Batterie che sin dai tempi della Serenissima costituivano un sistema difensivo basato su dei piccoli fortilizi. Le costruzioni, inizialmente molto semplici, furono potenziate sotto gli austriaci per passare poi all'esercito italiano. Attualmente delle costruzioni di Campana non restano che i ruderi.
Nel 1996 la Società "Canottieri Bucintoro" organizzò una manifestazione attorno all'isola per inaugurare un capitello con una effigie della Madonna di Marina.
Come gran parte delle isole minori, è di proprietà privata.